# 殷惠康
殷惠康（Yan Wai Hong，1990年5月17日—），生於香港，香港足球運動員，司職後衛，現時效力香港甲組聯賽球會和富大埔。

## 球員生涯
殷惠康生於香港，中學就讀為聖公會梁季彝中學時為足球隊隊長，後轉讀體育名校仁濟醫院董之英紀念中學， 直到在2011/12球季，他加盟首度升班挑戰乙組的灣仔，同時轉型為左後衛位置，最終球會在聯賽排名第四，他在一季後轉會乙組球會元朗並重回左中場位置，其後他在2013年1月27日協助元朗以6–2大勝地區球會葵青，首度奪得初級組銀牌冠軍，結果元朗在第17輪聯賽0擊敗港會後，宣佈提早三輪鎖定升班挑戰甲組，而殷惠康隨元朗參加新成立的港超聯，兼再度擔任後衛角色，成為球隊中後場骨幹，隨後他在2014/15球季在更多上陣機會，但可是在季中受到傷患困擾，直到球季完結後，殷惠康未有隨元朗留在港超，反而向教練方向發展，並轉會到甲組球會晨曦。

## 榮譽
元朗
- 香港初級組銀牌冠軍（2012–13季度）

## 外部連結
- 香港足球總會網頁球員註冊資料 （页面存档备份，存于）